# Gabriela González
Pour les articles homonymes, voir González.
Gabriela González, née le 24 février 1965 à Cordoba, en Argentine, est professeure de physique et d'astronomie à l'Université d'État de Louisiane et a été le porte-parole de la Collaboration scientifique LIGO (en) de mars 2011 à mars 2017. Elle a publié plusieurs articles sur le mouvement brownien comme limite de la sensibilité des détecteurs d'ondes gravitationnelles et s'intéresse à l'analyse des données pour l'astronomie des ondes gravitationnelles.

## Enfance et formation
Après des études au Colegio Luterano Concordia de la ville de Cordoba et à  l'Instituto Manuel Lucero, González a fréquenté l'Université nationale de Cordoba, dont elle a obtenu un baccalauréat ès sciences en physique en 1988.
Un an plus tard, elle s'installe aux États-Unis pour étudier à l'Université de Syracuse et, sous la tutelle de Peter Saulson, obtient son doctorat en physique en 1995.

## Carrière
Elle entame un postdoctorat au MIT, où elle travaille ensuite comme chercheuse, puis après cela en tant que chercheuse à la Pennsylvania State University.
En 2008, González est devenue la première femme à recevoir un poste de professeure titulaire au Département de physique et d'astronomie de l'Université d'État de Louisiane.[9].
Elle est professeure de physique et d'astronomie à l'Université d'État de Louisiane et a été le porte-parole de la Collaboration scientifique LIGO (en) de mars 2011 à mars 2017. Elle a publié plusieurs articles sur le mouvement brownien comme limite de la sensibilité des détecteurs d'ondes gravitationnelles et s'intéresse à l'analyse des données pour l'astronomie des ondes gravitationnelles.
En février 2016, elle était l'une des quatre scientifiques de LIGO présents pour l'annonce de la première observation directe d'ondes gravitationnelles, réalisée en septembre 2015,,,,. Gabriela González a été élue membre de la National Academy of Sciences, aux États-Unis, en mai 2017.